# Stegonotus
Stegonotus – rodzaj węży z podrodziny Colubrinae w rodzinie połozowatych (Colubridae).

## Zasięg występowania
Rodzaj obejmuje gatunki występujące na Filipinach, w Malezji, Indonezji, Timorze Wschodnim, Papui-Nowej Gwinei i Australii.  

## Systematyka

### Etymologia
- Stegonotus: gr. στεγος stegos „dach”; -νωτος -nōtos „-tyły”, od νωτον nōton „tył, grzbiet”[2].
- Zamenophis: gr. ζαμενης zamenēs „potężny, gwałtowny”[7]; οφις ophis, οφεως opheōs „wąż”[8]. Gatunek typowy: Zamenophis australis Günther, 1872.
- Herbertophis: Herbert River, Queensland, Australia; οφις ophis, οφεως opheōs „wąż”[8][4]. Gatunek typowy: Herbertophis plumbeus Macleay, 1884 (= Zamenophis australis Günther, 1872).

### Podział systematyczny
Do rodzaju należą następujące gatunki:

- Stegonotus admiraltiensis Ruane, Richards, McVay, Tjaturadi, Krey & Austin, 2017
- Stegonotus aplini O’Shea & Richards, 2021
- Stegonotus aruensis (Doria, 1875)
- Stegonotus australis (Günther, 1872)
- Stegonotus ayamaru Kaiser, O’Shea & Kaiser, 2019
- Stegonotus batjanensis (Günther, 1865)
- Stegonotus borneensis Inger, 1967
- Stegonotus caligocephalus Kaiser, Lapin, O’Shea & Kaiser, 2020
- Stegonotus cucullatus (Duméril, Bibron & Duméril, 1854)
- Stegonotus derooijae Ruane, Richards, McVay, Tjaturadi, Krey & Austin, 2017
- Stegonotus diehli Lindholm, 1905
- Stegonotus dorsalis Werner, 1924
- Stegonotus florensis (de Rooij, 1917)
- Stegonotus guentheri Boulenger, 1895
- Stegonotus heterurus Boulenger, 1893
- Stegonotus iridis Ruane, Richards, McVay, Tjaturadi, Krey & Austin, 2017
- Stegonotus keyensis (Doria, 1874)
- Stegonotus lividus (Duméril, Bibron & Duméril, 1854)
- Stegonotus melanolabiatus Ruane, Richards, McVay, Tjaturadi, Krey & Austin, 2017
- Stegonotus modestus (Schlegel, 1837)
- Stegonotus muelleri Duméril, Bibron & Duméril, 1854
- Stegonotus nancuro Kaiser, Kaiser, Mecke & O’Shea, 2021
- Stegonotus parvus (Meyer, 1874)
- Stegonotus poechi Werner, 1924
- Stegonotus reticulatus Boulenger, 1895
- Stegonotus sutteri Forcart, 1953